# Miguel Ahumada
Miguel Ahumada Sauceda (Colima, 1844 - El Paso, 1917) foi um político e militar mexicano. Na sua juventude foi carpinteiro e inpector aduaneiro. Lutou com o Império de Maximiliano I do México às ordens do general Ramón Corona. Foi prefeito, deputado local e federal e comandante militar de Colima. Foi governador do estado de Chihuahua (1892-1903 e 1911) e de Jalisco (1903-1911). Sendo deputado por Jalisco nas câmaras reunidas por Victoriano Huerta em 1913, após a queda deste partiu para os Estados Unidos, fixando-se em El Paso, onde faleceu em 1917.